# Persicula fluctuata
Persicula fluctuata är en snäckart som först beskrevs av C. B. Adams 1850.  Persicula fluctuata ingår i släktet Persicula och familjen Cystiscidae. Inga underarter finns listade i Catalogue of Life.